# Bayard’s Cove Fort

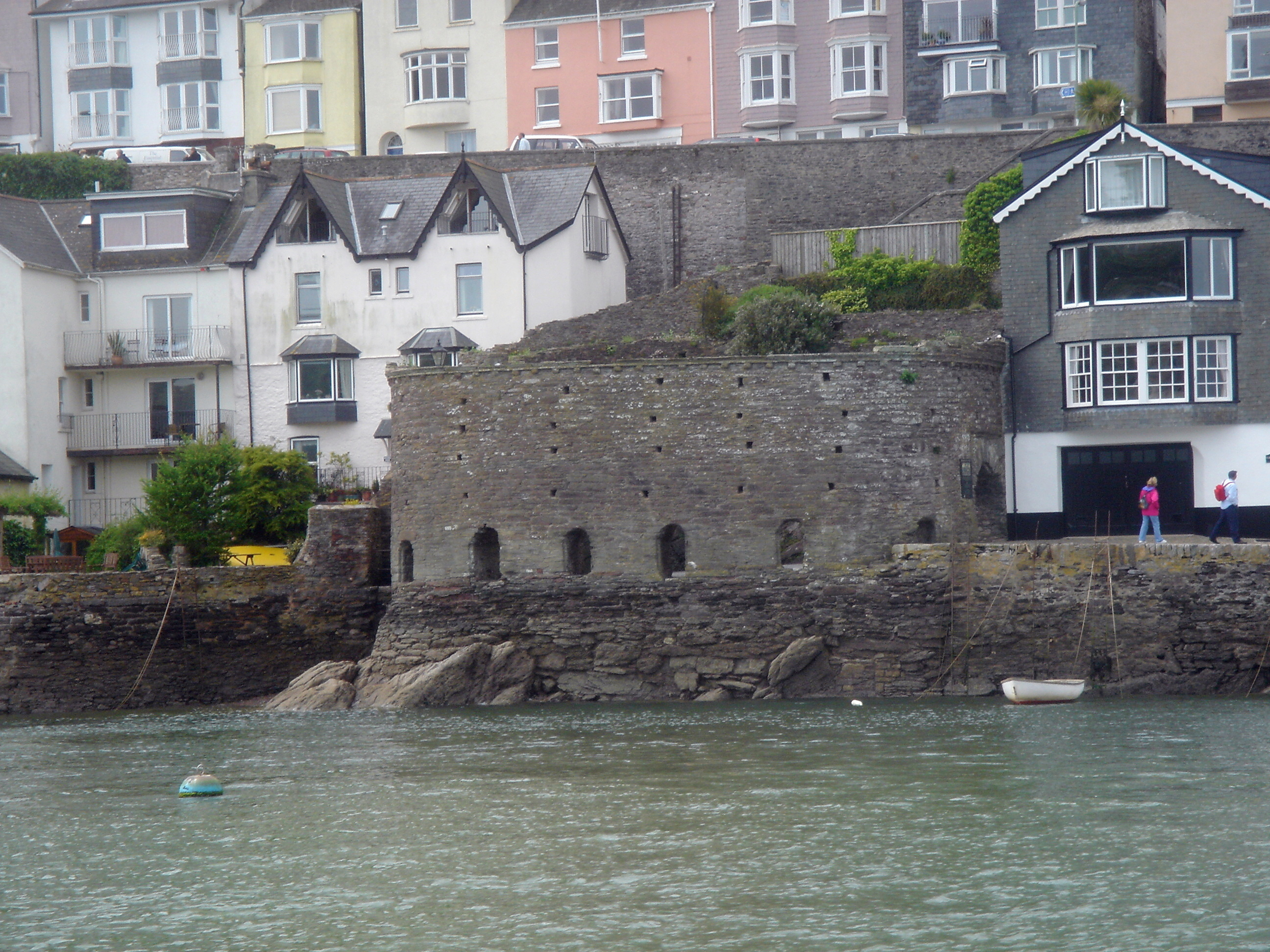
Ansicht vom Wasser

Bayard’s Cove Fort ist eine kleine Artillerie-Festung aus der Tudor-Zeit in Dartmouth in der englischen Grafschaft Devon. Es wurde 1510 von der Dartmouth Corporation, der Vereinigung der Dartmouther Kaufleute, direkt am Dart River erbaut und bot dem an der Mündung des Flusses in den Ärmelkanal gelegenen Hafen Schutz gegen Eindringlinge von See.
Bayard’s Cove Fort war das erste Fort in England, dessen Bau von Privatleuten veranlasst und bezahlt wurde.
Heute wird es von English Heritage verwaltet und kann unentgeltlich besichtigt werden.